# 사선의 끝
"사선의 끝"은 2019년에 개봉한 대한민국의 영화이다.

## 캐스팅
- 정만식 : 동진 역
- 이지훈 : 남일 역
- 강은진 : 연화 역
- 진영섭
- 우정국 : 브로커 역
- 염혜아
- 장명진 : 연화집 경찰 2 역
- 권혁